# Revin
Revin ist eine französische Gemeinde mit 5.795 Einwohnern (Stand 1. Januar 2022) im Département Ardennes, Region Grand Est.

## Geografie
Die Stadt liegt, von Wäldern umgeben, ca. 25 km nördlich von Charleville-Mézières, nahe der belgischen Grenze am Fuße der Ardennen an einer Schleife der Maas (frz.: Meuse). Die Stadt wird auch vom Schifffahrtskanal Canal de la Meuse (früher: Canal de l’Est, branche Nord) erschlossen, der teilweise durch die kanalisierte Maas gebildet wird. Die Gemeinde liegt im 2011 gegründeten Regionalen Naturpark Ardennen.

## Geschichte
Erstmals urkundlich erwähnt wird der Ort in einem Diplom König Pippins von 762, in dem er mit vier weiteren Orten dem Kloster Prüm geschenkt wird (Regesta Imperii I, Nr. 95). Karl der Große bestätigt in seiner Urkunde von 800 Rechte und Pflichten des Prümer Abtes in Revin (Regesta Imperii I, Nr. 370). Folgerichtig ist Revin auch im „Prümer Urbar“ von 893 unter den Besitzungen dieses Klosters aufgeführt.

## Bevölkerungsentwicklung
| Jahr                      | 1962   | 1968   | 1975   | 1982   | 1990  | 1999  | 2004  | 2009  | 2014  |
| ------------------------- | ------ | ------ | ------ | ------ | ----- | ----- | ----- | ----- | ----- |
| Einwohner                 | 11.244 | 12.156 | 11.607 | 10.465 | 9.371 | 8.963 | 8.089 | 7.236 | 6.586 |
| Quelle: Cassini und INSEE |        |        |        |        |       |       |       |       |       |

## Sehenswürdigkeiten
- Kirche Notre-Dame aus dem 17. Jahrhundert
- verschiedene Fachwerkbauten, darunter das als Museum genutzten Maison Espagnol.
- Pumpspeicherkraftwerk Revin der Électricité de France (EdF)